# 國際船舶與港口設施保全章程

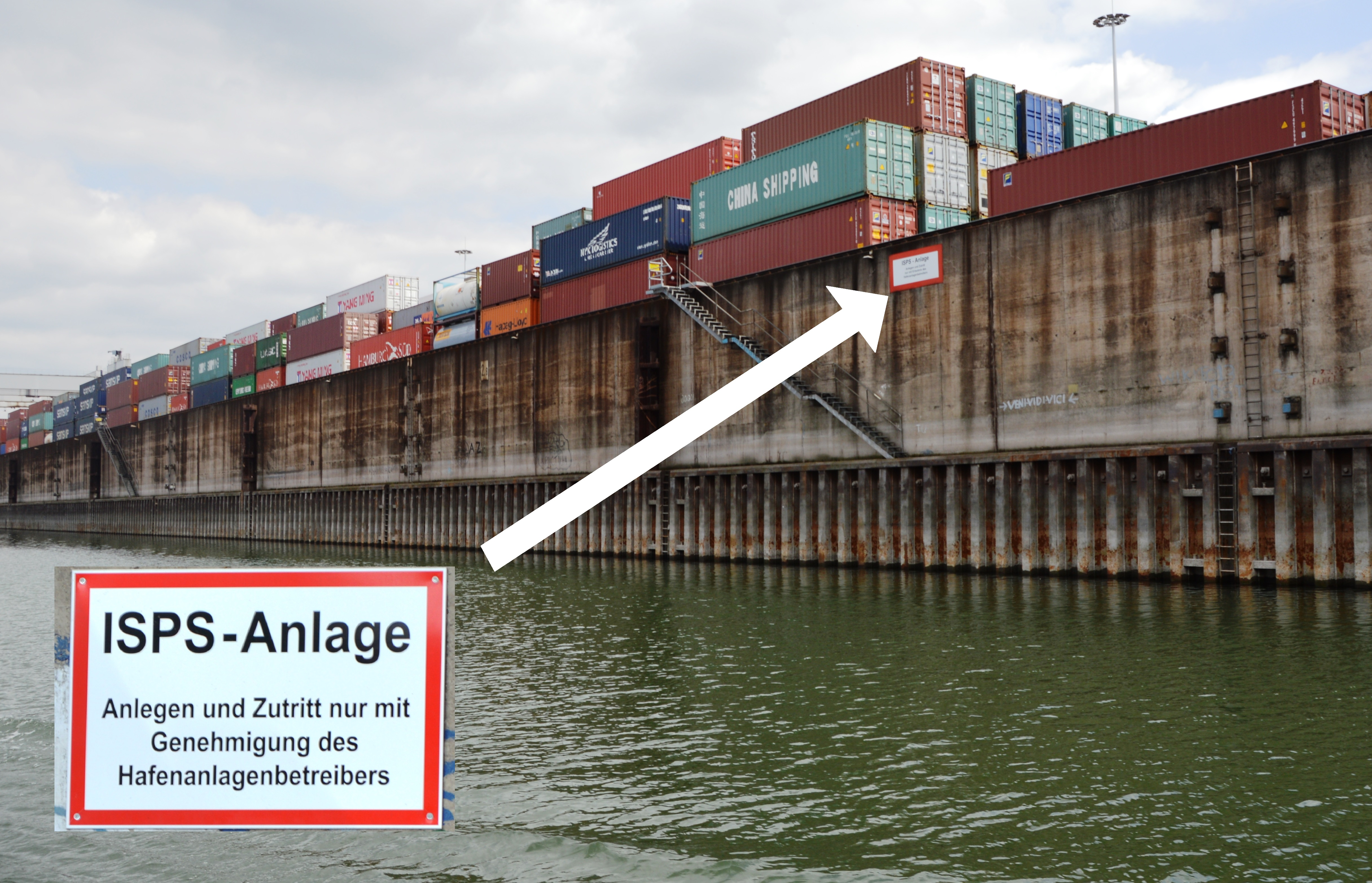
ISPS标志在口岸杜伊斯堡

國際船舶與港口設施 [保安] 章程（英文：International Ship and Port Facility Security Code；縮寫：ISPS）是1978年海上人命安全國際公約針對船舶、港口及港口國政府對於海上保安的一項修正案，於2004年開始生效。其規定港口國政府、船東、船上人員以及港口/設施人員察覺海上保安威脅及採取相對的預防措施，以防止海上保安事件影響從事國際貿易的船舶或港口設施。

## 歷史
為了因應2001年9月11日美國911恐怖攻擊事件後，國際海事組織根據聯合國安全理事會於2001年9月28日通過第1373(2001)號決議所產生的。IMO大會針對船港介面活動、港口設施、船對船活動以及締約國政府確保實施前項活動之保全，新增及修訂公約內容。其中修訂了第V章及第XI-1章和新增第XI-2章及國際船舶與港口設施保安章程(ISPS Code)。